# Hästskosöm

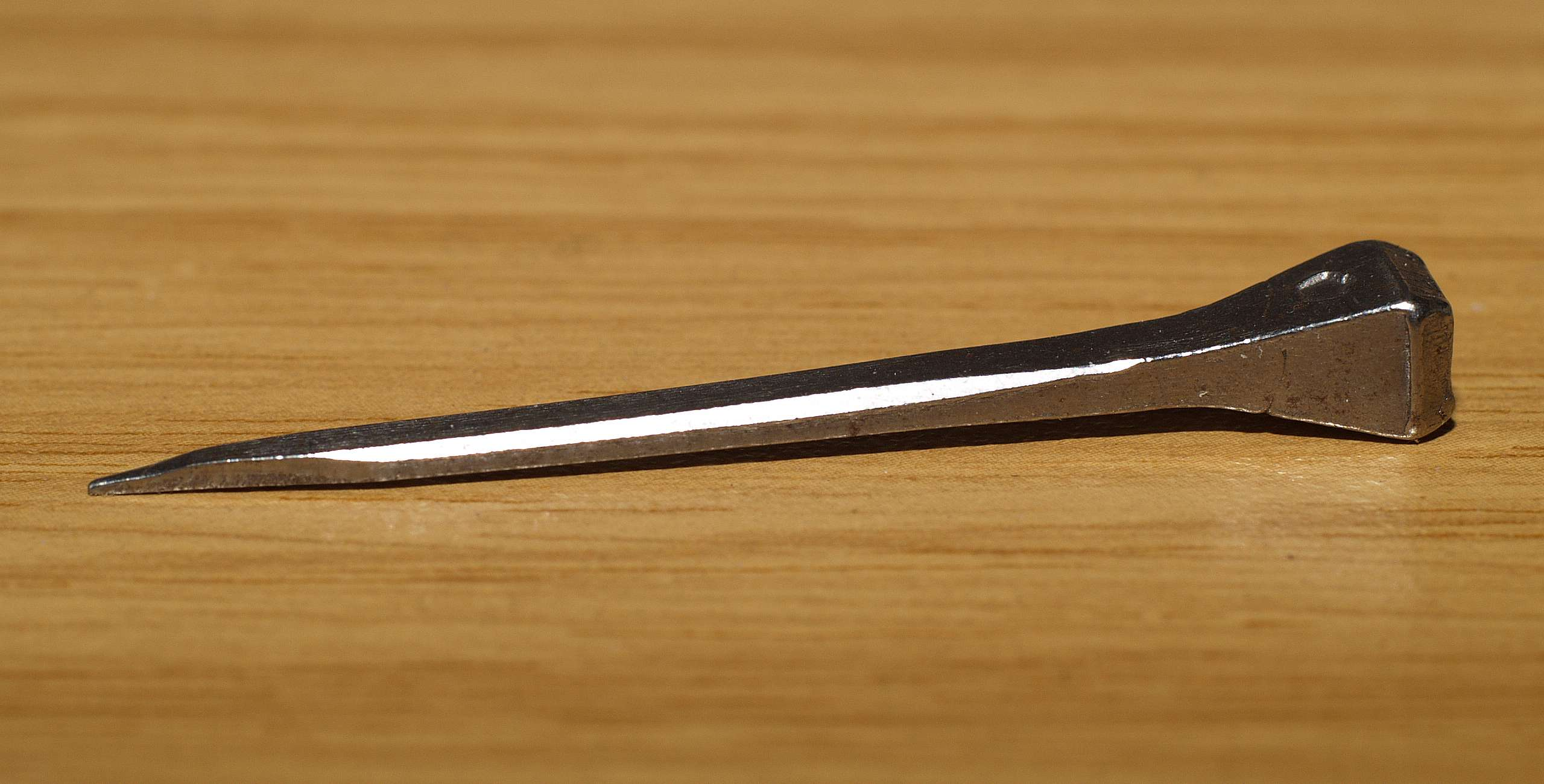
Hästskosöm

Hästskosöm är en kilformad spik som är till för att fästa hästskor och beslag under hoven på framförallt hästar. Sömmen drivs upp och ut genom hovens vägg för att sedan klippas och nitas fast.
Kilformen är mest utpräglad närmast sömmens spets, och kallas sömmens svicka. Det är den som styr sömmen mot hovens utsida, och måste därför vändas rätt så att den inte styr sömmen in i läderhuden, vilket orsakar stor smärta och inflammation, så kallat sömstick.
Skälet till namnet hästsko”söm” och inte hästsko”spik” sägs härröra från Danmark där medelstor spik kallas för söm. På Island heter den ”saumr”, som inte betyder spik utan något varmed man fäster ihop. Från början var huvudet platt som en vanlig spik och kallades ”hestskonagli”, men numera är huvudet försänkt och har lite olika namn som drapstappa och ”fjöður”. 
Det är till framförallt hästar som den mesta hästskosömmen går men den används även till åsnor och oxar. Söm för oxe är som mest utspritt i Indien och Pakistan. Det finns även historiska noteringar om tillverkning av söm för jak.
Det finns skriftliga uppgifter om hästskor som fästs med söm först på 500-talet i de gamla bysantinska skrifterna. I slutet av 800-talet finns i kejsar Leo VI:s reglemente för armén uppgifter om hovbeslag med söm.
Ordet "hästskosöm" är belagt i svenska språket sedan 1538.